# Anastasía Afanásieva
Anastasía Valerievna Afanásieva (en ucraniano: Анастасія Валеріївна Афанасьєва; Járkov, 1982) es una médica psiquiatra ucraniana, así como poetisa, escritora y traductora en ruso.

## Biografía
Afanásieva graduó de la Universidad Nacional de Medicina de Járkov y trabaja como médica en un pabellón psiquiátrico.
Sus poemas, prosa y artículos sobre poesía moderna han sido publicados en revistas y otras publicaciones, incluidas las antologías, «Babilonia» y «Unión de Escritores». Es autora de las colecciones de poesía Blancos Pobres (2005), Las Voces Hablan (2007), Paredes Blancas (2010), Soldado Blanco, Soldado Negro (2010), Viñeta Vacía (2012) y Impresiones (2014). Las colecciones de audio de sus obras incluyen, Blanco Allí, Blanco Aquí (tres discos compactos, 2011).
Afanásieva es la ganadora del Premio Retz Magazine (2005), el Premio Ruso (2006), el Premio LiteratRRentgen (2007) y otros. Fue preseleccionada para el Premio Debut (2003). Sus poemas han sido traducidos al bielorruso, inglés, alemán, italiano y ucraniano.